# Stazione di Cairate-Lonate
La stazione di Cairate-Lonate era posta lungo la ferrovia Castellanza-Mendrisio, dismessa nel 1977, e serviva i comuni di Cairate e di Lonate Ceppino.

## Storia
L'impianto venne attivato il 18 luglio 1904 contestualmente all'inaugurazione della tratta Castellanza-Cairate della linea per Malnate, a cura della Società Anonima per la Ferrovia Novara-Seregno (FNS).
La stazione rappresentò il capolinea settentrionale della ferrovia fino al 31 dicembre 1915, quando fu attivato il prolungamento da qui a Valmorea.
In conseguenza degli eventi correlati con la seconda guerra mondiale, il 6 novembre 1938 la località tornò capolinea ai fini del servizio viaggiatori, sospeso fino a Valmorea, e il 20 novembre anche il servizio bagagli. L'11 dicembre 1938 il capolinea della ferrovia fu arretrato a Malnate in conseguenza degli eventi correlati con la seconda guerra mondiale; l'anno successivo la ferrovia venne attestata a Castiglione Olona. In conseguenza di ciò il traffico passeggeri diminuì, per essere definitivamente soppresso nel 1952, lasciando alla stazione la sola funzione di scalo per le merci.
Il 16 luglio 1977 la linea, e con essa la stazione di Cairate-Lonate, venne definitivamente soppressa.
Il fabbricato viaggiatori, ormai fatiscente, fu demolito nel 1992.

## Strutture e impianti
La stazione disponeva di un binario di raddoppio lungo 297 metri e di alcune aste di manovra. Per la giratura dei rotabili provenienti dagli stabilimenti raccordati era presente una piattaforma girevole, ancora in opera e visibile lungo la via per Lonate.